# Euxoa focinus
Euxoa focinus är en fjärilsart som beskrevs av Smith 1903. Euxoa focinus ingår i släktet Euxoa och familjen nattflyn. Inga underarter finns listade i Catalogue of Life.